# 69 (число)
Вижте пояснителната страница за други значения на 69.
69 (шестдесет и девет) е естествено, цяло число, следващо 68 и предхождащо 70.
Шестдесет и девет с арабски цифри се записва „69“, а с римски цифри – „LXIX“. Числото 69 е съставено от две цифри от позиционните бройни системи – 6 (шест) и 9 (девет).

## Общи сведения
- 69 е нечетно число.
- 69 е атомният номер на елемента тулий.
- 69-ият ден от годината е 10 март.
- 69 е година от Новата ера.

## Любопитни факти
- Позиция 69 от индийската книга „Кама Сутра“.